# Smith & Wesson M&P22
Smith & Wesson M&P22 самозарядний пістолет під набій .22 Long Rifle.  Пістолет має курковий УСМ та вільний затвор і саме цим він відрізняється від інших пістолетів Smith & Wesson M&P, які мали ударниковий УСМ та відбій стволу. M&P22 мав однокрапковий приціл регульовані по горизонталі та вертикалі. В 2013 році було випущено зменшену версію M&P22 Compact. Пістолет також мав планку Пікатіні.